# 伊斯基爾·傑克森
伊斯基爾·傑克森（英語：Ezekiel Jackson，1978年4月22日—），本名萊克倫·史蒂芬斯（英語：Rycklon Stephens），是蓋亞那籍的職業摔角選手。伊斯基爾·傑克森最出名的時期是擔任世界摔角娛樂的選手。伊斯基爾·傑克森是一次的世界冠軍，他在2010年2月成為ECW冠軍，也是世界摔角娛樂認定的ECW末任冠軍。伊斯基爾·傑克森也是一次的洲際冠軍。

## 摔角相關

### 經紀人
- 威廉·瑞格[6]

### 旗下選手
- 布萊恩·肯德瑞克（英语：Brian Kendrick）

### 進場樂
- "Domination" - 埃文·瓊斯 （吉姆·約翰斯頓（英语：Jim Johnston）編曲；2009年 – 2014年4月）[7][8]
- "End of Days" - Emphatic[9]（2011年1月14日 – 2011年5月6日；與The Corre（英语：The Corre）出場時使用）

## 冠軍及成就

### 職業摔角畫報
- PWI 500-第78名（2011年）[10]

### 世界摔角娛樂
- ECW冠軍（一次）[4]
- WWE洲際冠軍（一次）[5]